# Јонизујуће зрачење
Јонизујуће зрачење је електромагнетно или честично зрачење енергије које може да јонизује материју и изазове оштећење ћелија живих организама. Тако настали јони нарушавају биохемијске процесе у ћелијама, што може довести до разних поремећаја у њиховом функционисању и дељењу (размножавању), те коначно до настанка озбиљних болести, попут тумора. У јонизујуће зрачење спадају α, β, γ и Х зраци, космичко зрачење и неутрони.

## Врсте јонизујућег зрачења
Јонизујуће зрачење је она врста зрачења енергије које може директно или индиректно да јонизује атоме. У јонизујућа зрачења спадају α (алфа), β (бета), γ (гама) , Х (рендгенски зраци), космичко зрачење и неутрони.
Проучавајући продорну моћ зрачења која емитује уранијум, физичар Ернест Радерфорд је утврдио да постоје две врсте зрачења (алфа и бета). Алфа-зрачење лакше се апсорбује од бета-зрачења, али више јонизује средину кроз коју пролази. Алфа и бета зраци различито скрећу у магнетном пољу, на основу чега је закључено да је реч о честицама супротног наелектрисања и различите масе. Трећи облик природне радиоактивности (гама-зрачење) открио је П. Вилар утврдивши да оно не скреће у магнетном пољу, а да се одликује изузетном продорношћу.
- α (алфа) зрачење се састоји од двоструко позитивно наелектрисаних честица (два протона и два неутрона) идентичних језгара хелијума. Шире се брзином од око 1/20 брзине светлости, што је довољно споро да могу релативно дуго међудејствовати са материјом. Зато имају јако јонизујуће деловање. Због своје величине брзо се сударају са неким од атома након чега губе енергију, па им је домет мали (свега неколико цм), и зато их може зауставити лист папира и кожа. Уколико се α честице унесу у тело храном или удисањем, могу бити опасне због свог јаког јонизујућег дејства.[2]
- β (бета) зрачење чине електрони, негативно наелектрисане честице, које путују великим брзинама. Њихово јонизујуће дејство је доста слабије од деловања α зрачења, али им је домет у ваздуху пуно већи (неколико метара). Зауставља га плоча од плексигласа, алуминијума или стакла, неколико мм дебљине. У људско тело β честице продиру до неколико сантиметара дубине. Опасно је за здравље ако се извор унесе у организам.[2]
- γ (гама) зрачење је електромагнетно зрачење велике енергије, које потиче из језгра атома, а шири се брзином светлости. Његово јонизујуће деловање је још слабије од деловања β честица, али му је домет знатно већи. Гама зрак је квант електромагнетне енергије, тј. фотон. Гама фотони немају масу и наелектрисање, али имају врло високу енергију, око 10.000 пута већу од енергије фотона у видљивом делу електромагнетног спектра. Због високе енергије гама честице крећу се брзином светлости и у ваздуху могу прећи стотине хиљада метара пре него што потроше енергију. Могу проћи кроз многе материјале, па тако пролазе кроз људско тело. Њихово дејство се може редуковати помоћу, густог материјала, нпр дебелог слоја олова, бетона или воде.[2]
- Х (рендгенско) зрачење има иста својства као и γ зрачење, али и нешто већу таласну дужину. Разликује се од γ зрачења по томе што потиче из електронског омотача, а не из језгра. X-зрачење је електромагнетно зрачење слично светлости, али са вишом енергијом.[2]
- Космичко зрачење потиче изван Сунчевог система, а састоји се од разних облика зрачења: од врло брзих тешких честица, па до високоенергетских фотона и миона. Ово зрачење нас непрестано погађа, а интензивније је на већим надморским висинама. Оно делује са атомима у горњим слојевима атмосфере и тако производи радионуклиде, који су најчешће краћих времена полуживота. То су, на пример, угљеник 14, трицијум, берилијум 7 и други.[3]
- Неутрони се као зрачење јављају углавном у нуклеарним реакторима, а као заштита од њих користи се вода и бетон.[4]

## Извори јонизујућег зрачења
Извори јонизујућег зрачења се деле на природне и вештачке.

### Природно или позадинско зрачење
Природно или позадинско зрачење потиче из три главна извора; космоса, природних радиоактивних материјала и радона:

#### Космичко зрачење
Космичко зрачење у укупном природном зрачењу учествује са око 13% од укупног природног или позадинског зрачења. Космичко зрачење се састоји од примарног и секундарног зрачења.
Примарно космичко зрачење
Примарно космичко зрачење састоји се од честица врло високих енергија (до 1018 eV). То су првенствено протони, алфа честице, тежи јони и електрони. Највећи део примарног космичког зрачења води порекло изван Сунчевог система, а један део долази са Сунца. Јако мало примарног космичког зрачења доспева до површине Земље, јер њен већи део реагује са Земљином атмосфером производећи секундарно космичко зрачење које долази до површине.
Секундарно космичко зрачење
Секундарно космичко зрачење настаје у атмосфери и састоји се од фотона, електрона, неутрона и гама зрака.
Атмосфера и Земљино магнетно поље су природна заштита од космичког зрачења јер смањују његову количину која долази до површине Земље. На космичко зрачење утиче и Сунчева активност. Већа активност Сунца проузрокује појачање Земљиног магнетног поља, што слаби учинак космичког зрачења.
Годишња доза апсорбованог космичког зрачења зависи од надморске висине. Просечна годишња доза се удвостручује на сваких 2.000 метара надморске висине. Путовање авионом може повећати годишњу дозу космичког зрачења, зависно од учесталости и висине лета и времена проведеног у ваздуху.

#### Природно зрачење радиоактивних материјала
Радиоактивни материјали су широко распрострањени свуда у природи, у земљи, стенама, води, ваздуху и вегетацији. Природна радиоактивност може се наћи у океанима, у људском телу, грађевинским материјалима...
Најважнији нуклиди, природног зрачења, из коре Земље су радиоактивни изотопи који се у њој налазе (уранијум–238, торијум–232, калијум–40). Један грам земље просечно садржи: 10-5g урана, 10-5g торијума, 10-6g калијума-40, 10-12g радијума.
Ови нуклиди присутни су још из времена стварања Земље и имају врло велике периоде полураспада, често и реда 100 милиона година. Активност ових нуклида временом се смањивала па је, на пример, данашња доза калијума–40 упола мања него у време стварања Земље.
Природа, храна и вода садрже одређену количину природне радиоактивности која потиче од природних радиоактивних елемената који се налазе у њој (14C, 40K, 232Th, 235U, 238U).

#### Радон
Најзначајнији радионуклиди у ваздуху су радон-222 и радон-220. Изнад нивоа мора концентрација радона је мала, док је средња вредност изнад копна 0,2 Bq/m3.
Радон је природни радиоактиван гас без боје, мириса и укуса, који настаје у процесу радиоактивног распада урана преко радијума. Настали радон из земљишта продире као гас и разређује се у ваздуху. Он се распада и формира чврсте радиоактивне честице (потомке радона), које су разбацане у ваздуху. Ове честице се удисањем могу унети у плућа и наталожити на њиховој слузокожи. Како су наталожене честице емитери (α) зрачења, код такве особе је повећан ризик од појаве карцинома плућа.
Највеће концентрације радона јављају у рударским окнима и пећинама. Пошто су му рудари професионално изложени, код њих је присутан највећи ризик од обољевања плућа.
У наше домове радон улази кроз пукотине земљишта, а највише у подрумске просторије. Зато просторије у којима се јавља радон, треба чешће проветравати.

## Ефекти и ефективна доза јонизујућег зрачења
Људи су изложени јонизујућем зрачењу од постанка врсте. Прво природном зрачењу на које се са развојем људске цивилизације и нуклеарне технологије надовезало и вештачко, људском руком створено јонизујуће зрачење.
Хиљаде погодака јонизујућих честица сваке секунде (или милијарде годишње) су импресивне вредности којима је сваки човек изложен, али његов организам располаже урођеним механизмима регенерације оштећених ћелија. Само мали проценат јонизујућег зрачењем изазива иреверзибилна (неповратна) оштећења генетичког материјала у ћелијама. У већини органа и ткива тела губитак чак и значајног број ћелија не утиче на њихов поремећај и губитак функција. Међутим, ако је број изумрлих ћелија довољно велики, оштећења ће биће видљива и могу довести до смрти организма. Таква повреда се јавља код појединаца који су били изложени радијацији преко граничног прага.
На неким, јонизујућим зрачењем у оштећеним ћелијама које нису „убијене“, настају модификације. Таква оштећења су „обично санирана“, најчешће су несавршена, и праћена су настанком модификацијама у ћелијама које ће бити прослеђене новоствореним, што на крају може довести до појаве туморских малигних ћелија. Ако су модификоване оне ћелије које преносе наследне информације потомци тих особе биће изложене наследним поремећајима који се код њих могу развити у различитим облицима. Зрачењем индукована рак може се манифестовати деценијама након излагања и не разликује од рака који се јављају спонтано или се приписује другим факторима. Дугорочна евалуација популације изложени радијацији у студији на око 86.500 преживелих након удара атомске бомбе у Хирошими и Нагасакију, открила је више од неколико стотина смрти изазване раком у праћеној популацији. Отприлике пола те популација је још увек живо, па ће додатна истраживања бити неопходно како би добили потпуна сазнања о појави рака у овој популацији.
Излагање јонизујућем зрачењу је повезан са разним облицима леукемије и рака на многим органа, као што су плућа, дојке и штитне жлезде, али не са неким другим органима, као што простата и гениталије.
На срећу по човека, постоји мала вероватноћа, да ће се клинички знаци радијационе болести јавити након излагања јонизујућем зрачењу, у каква се убраја уобичајено јонизујуће зрачење из природних извора на Земљи, или из јасно дозираних извора зрачења (нпр у медицини).

### Ефективна доза
Изложеност јонизујућем зрачењу описује се ефективном дозом зрачења. Процењује се да човек у просеку прими ефективну дозу од 2,5 mSv годишње од природног зрачења, али су опажена и многоструко већа озрачења неких појединаца у општој популацији. Претпоставља се да је ризик од последица тога озрачења приближно сразмеран дози. Процењује се да природно зрачење у просеку узрокује 12 do 13 случајева тумора на 1.000 становника, што је око 4% од свих малигних обољења.
Ефективна доза зрачења, је збир производа еквивалентне дозе у ткиву или органу и одговарајућег ткивног тежинског фактора којим се изражава осетљивост појединих ткива и органа на појаву стохастичких ефеката јонизујућег зрачења. Она се израчунава из енергије коју зрачење преда организму, подељене са масом организма (тако се добије тзв. апсорбована доза), уз уважавање различитог дејства појединих врста зрачења и различите осетљивости појединих органа и ткива. Јединица за ефективну дозу је сиверт (Sv). Она се подудара се нпр једноликим озрачењем целог организма гама зрацима умерене енергије. Ефективна доза коју човек током једне године добије од зрачења из природних извора неколико је стотина пута мања од 1 Sv, и зато се изражава хиљаду пута мањом јединицом (mSv). Да би се проценила годишња ефективна доза, при њеном израчунавању се мора узети у обзир (а) Конверзиони коефицијент апсорбоване дозе из ваздуха и (б) Унутрашњи фактор попуњености.
Просечне вредности нумеричких параметара варирају у зависности од старости становништва и климе на задатој локацији. UNSCEA за 1993, користи 0,7 Sv→Gy-1 као коефицијент конверзије апсорбоване дозе у ваздуху у ефективну дозу, који се примењује код одраслих особа и 0,8 за унутрашњи фактор, односно као однос дела времена проведеног у затвореном и на отвореном простору који је 0,8 и 0,2.
Компоненте годишње ефективне дозе се одређују на следећи начин:
У затвореном простору: 84 nGy h-1 × 8,760 h × 0.8 × 0.7 Sv Gy-1 = 0.41 mSv
На отвореном простору: 59 nGy h-1 × 8,760 h × 0.2 × 0.7 Sv Gy-1 = 0.07 mSv
У Свету, вредности просечне годишње ефективне доза износе 0,48 mSv, а резултати за поједине земље се крећу углавном у распону од 0,30 до 0,60 mSv. За децу и одојчад, вредности су око 10% и 30% веће, и у директној су сразмери са повећањем вредности коефицијента конверзије апсорбоване дозе у ваздуху у ефективну дозу.

## Дозе и јединице
| Доза                              | Јединица                    | Дефиниција |
| --------------------------------- | --------------------------- | --- |
| Апсорбована доза (D)              | Греј (Gy) (J/kg или џул/кг) | Количина енергије (J) која ће се предати килограму (kg) материје и она зависи од: - Интензитета зрачења у тачки у којој се налази озрачени материјал, а интензитет зависи од јачине радиоактивног извора (А) и растојања (R) - Од енергије зрачења (Ј) - Од дужине времена озрачивања (Од дужине времена озрачивања (t) - Од густине материјала (W) D=JxWxAxt/R2 |
| Еквивалентна доза                 | Сиверт (Sv)                 | - Еквивалентна доза узима у обзир биолошки ефекат зрачења и рачуна се тако што се апсорбована доза множи фактором квалитета Q, који зависи од врсте радијације. - Сиверт (Sv) je SI изведена јединица еквивалентне дозе радијације и као таква је зависна од биолошких ефеката радијације, насупрот физичким аспектима, која карактерише апсорбована доза која се мери у Gy. 1 Sv = 1 J/kg апсорбованог материјала • w - Често коришћене СИ јединице у пракси су милисиверт (1 mSv = 10 -3 Sv = 0,001 Sv) и микросиверт (1 μSv = 10 -6 = 0,000001 Sv). - Еквивалентна доза зрачења се мери у Сједињеним Државама у ремима : - 1 rem = 0.01 Sv = 10 mSv - 1 mrem = 0.00001 Sv = 0.01 mSv = 10 μSv - 1 Sv = 100 rem = 100,000 mrem (or millirem) - 1 mSv = 100 mrem = 0.1 rem - 1 μSv = 0.1 mrem |
| Годишња граница еквивалентне дозе | 500mSv 150mSv 50mSv         | - За детерминистичке ефекте: за сва ткива, (осим за очно сочиво и хематопоезне органе) - За очно сочиво и хематопоезне органе - За стохастичке ефекте |

## Употреба јонизујућег зрачења
Јонизујуће зрачење се користи у различитим индустријама, медиицини, хемији, нанотехнологији:

### У технологији
- Интроскопија (укључујући преглед пртљага и људи на аеродромима).
- Стерилизација медицинских инструмената, потрошног материјала и хране .
- „Вечити“ луминисцентни извори светлости су средином 20. века увелико коришћени у бројчаницима инструмената, осветљењу специјалној опреми, божићним украсима, пловцима за пецање и сл.
- Детектори пожара (дима) .
- Радиоизотопни детектори залеђивања
- Јединице (високонапонске јединице) система покретања мотора авиона
- Сензори и бројачи објеката засновани на принципу блокирања уског гама или рендгенског зрака од стране објекта.
- Неке врсте изотопских генератора електричне енергије.
- Јонизација ваздуха (на пример, за контролу прашине у прецизној оптици или за спречавање квара у аутомобилским свећицама ).
- Неутронско-трансмутационо допирање полупроводника.

### У медицини
- За добијање слике унутрашњих органа и скелета користе се у радиографији, флуороскопији и компјутерској томографији.
- За лечење тумора и других патолошких жаришта у облику радиотерапије: зрачење гама квантима , рендгенским зрацима, електронима , тешким нуклеарним честицама као што су протони, тешки јони, негативни π-мезони и неутрони различитих енергија.
- Уношење радиофармака у организам, како у терапијске , тако иу дијагностичке сврхе.

### У аналитичкој хемији
- Радиоактивациона анализа неутронским бомбардовањем и анализа природе и спектра индуковане радиоактивности.
- Анализа супстанци коришћењем спектра апсорпције, емисије или расејања гама и рендгенских зрака.
- Анализа супстанци коришћењем повратног расејања бета честица  .

### У нанотехнологији
- Технологија јонских трагова